# Сеффорд (Аризона)
Сеффорд (англ. Safford,  Ічі Нахільтіі (західноапач. Ichʼįʼ Nahiłtį́į́) — місто (англ. city) в США, в окрузі Грем штату Аризона. Окружний центр та найбільший населений пункт цього округу. Населення — 10 129 осіб (2020).

## Географія
Сеффорд розташований за координатами 32°49′56″ пн. ш. 109°42′4″ зх. д. / 32.83222° пн. ш. 109.70111° зх. д. (32.832106, -109.701233). За даними Бюро перепису населення США в 2010 році місто мало площу 22,25 км², з яких 22,17 км² — суходіл та 0,08 км² — водойми.

### Клімат
Місто знаходиться у зоні, котра характеризується кліматом помірних степів. Найтепліший місяць — липень із середньою температурою 29.7 °C (85.4 °F). Найхолодніший місяць — грудень, із середньою температурою 8 °С (46.4 °F).
| Клімат Сеффорда         | Клімат Сеффорда | Клімат Сеффорда | Клімат Сеффорда | Клімат Сеффорда | Клімат Сеффорда | Клімат Сеффорда | Клімат Сеффорда | Клімат Сеффорда | Клімат Сеффорда | Клімат Сеффорда | Клімат Сеффорда | Клімат Сеффорда | Клімат Сеффорда |
| Показник                | Січ.            | Лют.            | Бер.            | Квіт.           | Трав.           | Черв.           | Лип.            | Серп.           | Вер.            | Жовт.           | Лист.           | Груд.           | Рік             |
| Абсолютний максимум, °C | 26              | 30              | 33              | 37              | 43              | 46              | 45              | 44              | 42              | 37              | 31              | 26              | 46              |
| Середній максимум, °C   | 15,5            | 18,6            | 22,2            | 27,3            | 32,8            | 37,6            | 37,5            | 35,5            | 34              | 27,7            | 20,6            | 15,3            | 27,1            |
| Середня температура, °C | 8,2             | 10,5            | 13,8            | 17,9            | 23,2            | 28,2            | 29,7            | 28,1            | 26,1            | 19,5            | 12,8            | 8               | 18,8            |
| Середній мінімум, °C    | 0,8             | 2,5             | 5,3             | 8,4             | 13,7            | 18,7            | 21,8            | 20,6            | 18,2            | 11,3            | 5,1             | 0,8             | 10,6            |
| Абсолютний мінімум, °C  | −12             | −11             | −7              | −4              | −2              | 2               | 9               | 6               | 2               | −6              | −8              | −13             | −13             |
| Норма опадів, мм        | 20.3            | 22.9            | 17.8            | 10.2            | 10.2            | 10.2            | 48.3            | 50.8            | 25.4            | 27.9            | 17.8            | 25.4            | 287             |
| Днів з дощем            | 2               | 2               | 1               | 0               | 0               | 0               | 3               | 3               | 2               | 1               | 1               | 2               | 22              |
| Вологість повітря, %    | 59              | 50              | 41              | 35              | 29              | 28              | 47              | 53              | 43              | 45              | 49              | 54              | 44              |
| ----------------------- | --------------- | --------------- | --------------- | --------------- | --------------- | --------------- | --------------- | --------------- | --------------- | --------------- | --------------- | --------------- | --------------- |
| Джерело: Weatherbase    |                 |                 |                 |                 |                 |                 |                 |                 |                 |                 |                 |                 |                 |

## Демографія

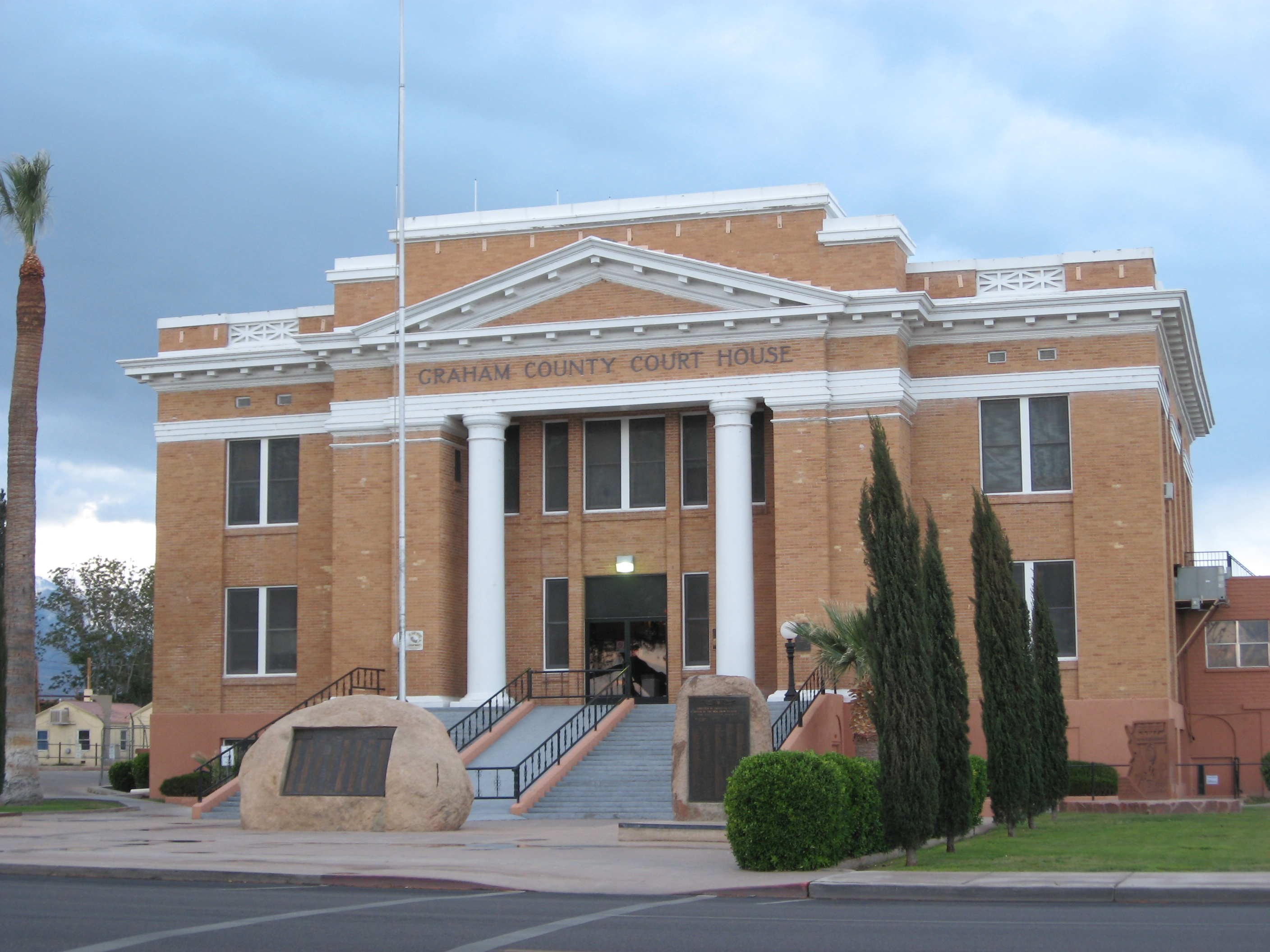
Окружний суд Ґрема в Сеффорді

Згідно з переписом 2010 року, у місті мешкало 9566 осіб у 3385 домогосподарствах у складі 2358 родин. Густота населення становила 430 осіб/км². Було 3908 помешкань (176/км²).
Расовий склад населення:
| - 81,4 % — білих - 1,6 % — корінних американців - 1,2 % — чорних або афроамериканців - 0,9 % — азіатів - 0,1 % — вихідців з тихоокеанських островів - 11,1 % — осіб інших рас |

До двох чи більше рас належало 3,7 %. Частка іспаномовних становила 43,6 % від усіх жителів.
За віковим діапазоном населення розподілялося таким чином: 30,0 % — особи молодші 18 років, 55,4 % — особи у віці 18—64 років, 14,6 % — особи у віці 65 років та старші. Медіана віку мешканця становила 31,6 року. На 100 осіб жіночої статі у місті припадало 94,3 чоловіків; на 100 жінок у віці від 18 років та старших — 90,1 чоловіків також старших 18 років.
Середній дохід на одне домашнє господарство становив 53 889 доларів США (медіана — 46 277), а середній дохід на одну сім'ю — 62 001 долар (медіана — 54 939). Медіана доходів становила 46 964 долари для чоловіків та 36 329 доларів для жінок.
За межею бідності перебувало 16,9 % осіб, у тому числі 22,5 % дітей у віці до 18 років та 12,7 % осіб у віці 65 років та старших.
Цивільне працевлаштоване населення становило 3586 осіб. Основні галузі зайнятості: освіта, охорона здоров'я та соціальна допомога — 23,2 %, сільське господарство, лісництво, риболовля — 13,7 %, роздрібна торгівля — 13,0 %.